# 5219 Zemka
Az 5219 Zemka (ideiglenes jelöléssel 1976 GU3) a Naprendszer kisbolygóövében található aszteroida. Nyikolaj Sztyepanovics Csernih fedezte fel 1976. április 2-án.